# Тамаш Гриб
Тамаш Гриб (псевд.: Гліба, Т; Н-ка; Небарака; Антон; Т.; Т. Г.; Т-г; Т-ш; A. N; G-be; Ge, Tomasz; N-ka, A.; Niebaraka, Anton; T. (лат.); Т. Н. (лат.), Тита, В.) (19 березня 1895, с. Поляни, Свенцянський повіт, Віленська губернія (нині Сморгонський район Гродненської області) — 21 січня 1938, Прага, Чехословаччина)  — білоруський суспільно-політичний і культурний діяч, Міністр внутрішніх справ БНР, Міністр землеробства БНР.

## Біографія
Народився в селі в бідній селянській родині. Навчався в Петербурзькому психоневрологічному інституті, де зблизився з білоруським рухом. З 1914 року — в армії, учасник Першої світової війни. Делегат І Всебілоруського з'їзду (грудень 1917 року), на якому був заарештований радянською владою . Один з авторів статутних грамот БНР, член Ради БНР і її Виконкому (1918), обіймав посади міністра землеробства і міністра внутрішніх справ. Входив до Центральної Білоруської військової ради. Один з лідерів Білоруської партії соціалістів-революціонерів. Учасник 3-го Всеросійського з'їзду Рад (1918). У 1918 році читав лекції на курсах білорусознавства в Мінську. На початку 1919 року видавав у Вільнюсі газету «Громадянин». З квітня 1919 року — в Гродно, де працював у газеті «Рідний край», потім — у Мінську. Двічі в 1919 році був ув'язнений польською владою за білоруську незалежницьку діяльність.
Наприкінці 1920 року виїздить до Ковно, бере участь у виданні газети «Селянська частка». Учасник Всебілоруської політичної конференції (Прага, 1921). З 1922 року — в Чехії. Закінчив філософський факультет Карлового університету (1928). Створив у Празі Білоруське (Кривицьке) культурне товариство імені Ф. Скорини. Активно працював у громаді Білоруського студентського союзу. Брав участь у роботі Білоруської Ради в Празі. З 1930 року працював там у Слов'янській бібліотеці. У 1934-1938 роках — завідувач білоруського іноземного архіву в Празі. Друкував статті на теми історії, суспільної думки, національно-політичного життя Білорусі в журналах «Студентська думка», «Світанок», «Iskry Skaryny». Перекладів публіцистику з російської та чеської мов. Укладав бібліографію білорусознавства.

## Цікаві факти
- Тамаш Гриб тісно дружив з одним із засновників російської партії соціалістів-революціонерів і головою Всеросійських установчих зборів Віктором Черновим . На жалобній промові на його смерть Чернов сказав такі слова: «Тамаш… вмів до кінця перетерпіти всі наслідки прийнятої ним лінії поведінки, вмів життєвий келих, посланий мачухою-історією, пити до дна… I коли Тамаш Гриб залишив нам значний політичний заповіт, то поруч з ним він залишив i другий — чисто людський. Так дорожіть же цим заповітом, i нехай він буде зерном, яке дасть в серцях наших живі сходи».[3]
- Виведений в романі Генріха Далідовича «Свій дім» під ім'ям Боровик.[4]

## Твори
- Да пытаньня аб паходжаньні гэрбу Пагоня // Іскры Скарыны. — 1935. — № 5. — С. 69—77[5].
- Што такое нацыянал-дэмакратызм // Іскры Скарыны. — 1935. — № 5. — С. 4—48[5].